# Alex Roberto Ziegler
Alex Roberto Ziegler (Eldorado, Misiones, 28 de diciembre de 1965) es un ingeniero agrónomo y político argentino. Hasta el 10 de diciembre de 2017 ocupó el cargo de Diputado Nacional por la provincia de Misiones.

## Biografía
Realizó el colegio secundario en el Instituto Agrotécnico Víctor Narvajas Centeno en Gobernador Virasoro, provincia de Corrientes recibiendo el título de Técnico Agrónomo especializado en Ganadería Subtropical en 1984. Sus estudios universitarios los realizó en la Universidad Nacional del Nordeste (UNNE), en la Facultad de Ciencias Agrarias donde recibió el título de Ingeniero Agrónomo.
Su carrera profesional comenzó y transcurrió dentro del ámbito de la provincia de Misiones. Fue Secretario de Gobierno y Acción Social y el segundo como Concejal del municipio de El dorado. 
En 2008, mientras Ziegler era Ministro de Agro de Misiones la Corte Suprema de Justicia de la Nación había suspendido la ley 4459 yerbatera de la provincia que obligaba a fraccionar la yerba mate dentro de los límites provinciales y prohibía la venta a granel en otros distritos. La medida cautelar fue aplicada por la intervención de las firmas Molinos Río de la Plata y Las Marías ambas con establecimientos en la provincia vecina de Corrientes. La Corte Suprema consideró que la aplicación de la ley violaba un principio de la  Constitución Nacional porque equivaldría a hacer una "aduana interior".

### Gestión como diputado
En 2013 fue elegido como diputado nacional. Su aparición destacada en los medios se debió a la presentación conjunta con los diputados nacionales Stella Maris Leverberg, José Guccione y Oscar Redzuck el proyecto de la problemática en la industria de la yerba mate. Dicho proyecto subrayaba la necesidad de la fijación de precios para la materia prima. En 2017 se opuso junto a otros legisladores oficialistas a acompañar el debate por la ley de Emergencia Yerbatera.
Unos días más tarde demostró abiertamente su descontento por las elevadas subas en los precios de la yerba mate en las góndolas de los comercios.

#### Comisiones que integra
- Comercio (presidente)
- Agricultura y Ganadería (vocal)
- Análisis y seguimiento de normas tributarias y previsionales (vocal)
- Economía (vocal)
- Economía y Desarrollo regional (vocal)
- Finanzas (vocal)
- Presupuesto y Hacienda (vocal)[5]